# G0211 (China)
De G0211 of Jinshi Expressway is een autosnelweg in de Volksrepubliek China. De weg loopt van Tianjin naar Shijiazhuang. De naam Jinshi is een porte-manteau van de eindpunten Tianjin en Shijiazhuang. De G0211 is 235 kilometer lang.